# Stabilizacja (astronautyka)
Stabilizacja – proces zachowania położenia oraz kierunku i wartości prędkości obiektu kosmicznego.
Stabilizacja ma za zadanie: zrównać osie statku kosmicznego z kierunkami osi odniesienia stabilizacji (położenie pierwotne, pożądane), a w razie odchylenia od tych osi, wymusić powrót do położenia pierwotnego (zachowanie położenia); zrównać wektor prędkości z pożądanym wektorem prędkości (ten sam kierunek i wartość), a w razie jego zmiany, wymusić powrót do kierunku i wartości pierwotnej.

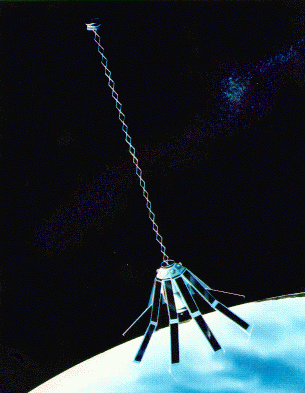
Satelita Geosat był stabilizowany gradientem pola grawitacyjnego

Stabilizacja statku kosmicznego może być realizowana za pomocą kilku metod:
- stabilizacja gradientem pola grawitacyjnego – odpowiednia budowa statku kosmicznego, zwykle odpowiednio dobrana masa na wysięgniku, powoduje, że oś wysięgnika samoistnie przybiera położenie zgodne z gradientem pola grawitacyjnego (lokalnego pionu). Dzięki temu, cały statek przybiera określone położenie. Stabilizację taką metodą przetestowano po raz pierwszy na satelitach GGSE i Dodge
- stabilizacja ruchem obrotowym – wywołana ruchem obrotowym statku kosmicznego wokół odpowiedniej osi. Oś obrotu zachowuje się w takim wypadku jak żyroskop. Jest to najstarsza (Sputnik 1), najprostsza i najtańsza metoda stabilizacji obiektów kosmicznych
- stabilizacja statecznikowa (brzechwowa) – uzyskiwana za pomocą stateczników, które ukierunkowują lot obiektu w atmosferze (wymagane jest tu działanie sił aerodynamicznych). Stateczniki powodują utrzymanie środka aerodynamicznego obiektu za środkiem masy rakiety
- stabilizacja za pomocą silników rakietowych – pożądane położenie obiektu jest wymuszane za pomocą włączania i wyłączania silników rakietowych o małym ciągu, rozmieszczonych w odpowiednich miejscach obiektu kosmicznego